# 汉冢乡
汉冢乡，是中华人民共和国河南省南阳市宛城区下辖的一个乡镇级行政单位。

## 行政区划
汉冢乡下辖以下地区：
陈营村、向庙村、顾新庄村、三八村、袁营村、汉冢村、万庄村、夏庄村、柳树营村、张庄村、袁庄村、周营村、竹园村、李王庄村、毛庄村和黄庄村。